# Windows Media Player
Windows Media Player (WMP) är en mediespelare som ursprungligen var Microsofts svar på Winamp. När MP3-formatet blev populärt valde man att skapa en programvara som kunde spela upp såväl MP3-filer som AVI-filmer och annan video och musik utan några tilläggsprogram i Microsoft Windows. Ganska snart kom även funktionalitet för att spela dvd-filmer att byggas in i Media Player. Windows Media Player finns tillgängligt för Mac OS Classic, MAC OS X och Solaris, men utvecklingen är stoppad. 
I senare versioner av Windows Media Player (version 7 och senare) kan även bränna cd- och dvd-skivor och om man är uppkopplad till Internet går det också att till exempel köpa musik och lyssna på Webbradio.
Under år 2000 lanserades Windows Media Player 7. En av nyheterna var att kunna byta utseende med hjälp av olika "skins" eller skal. Konkurrenten Winamp hade under den här tiden stöd för att kunna ändra utseende i spelaren. 

En förenklad bild av Windows Media Player 9:s logga.

Microsoft har inte lanserat någon ny version av Windows Media Player sedan lanseringen av Windows Media Player 12 skedde den 22 oktober 2009. 
I en uppdatering av Windows 10, KB4046355, ingår inte Windows Media Player längre i standardinstallationen av Windows.

## Windows Media Player 9
Med version 9 av Windows Media Player lanserades ett kraftigt uppdaterat filformat, Windows Media Video 9 (.wmv – video med eller utan ljud) respektive Windows Media Audio 9 (.wma – endast ljud). Wma har sedermera uppdaterats till 9.1 (Windows Media Player 10) och 9.2 (Windows Media Player 11). 
De nya Windows Media-formaten är bakåtkompatibla, så att de kan spelas upp i äldre versioner av Windows Media Player, förutsatt att en kompatibel avkodare är installerad. Dock finns vissa kompatibilitetsbegränsningar. Till exempel kan Windows Media Player 6.4 under Windows NT 4 inte spela upp Windows Media Video-filer med icke-kvadratiska pixlar.

## Windows Media Player 11[3]
Windows Media Player 11 finns för Windows XP, Windows Vista, Windows 2000 Senaste version för Windows 98 SE, Windows Me och Windows 2000 är Windows Media Player 9. Senaste version för Windows 98 är Windows Media Player 7.1. Senaste version för Windows 95 och Windows NT 4 är Windows Media Player 6.4. Senaste version för Mac OS 8.x och 9.x är Windows Media Player 7.1. Senaste version för Mac OS X är Windows Media Player 9.

## Windows Media Player 12[5]
Windows Media Player 12 är den senaste versionen och lanserades i oktober 2008 på Professional Developers Conference och har släppts som en del av Windows 7-operativsystemet. Windows Media Player 12 finns även tillgängligt för Windows 8/8.1 samt Windows 10.

## Historia
| Version                                         | Lanserad                             | Inkluderas med | Tillgänglig för                                              |                   |
| Microsoft Windows                               | Microsoft Windows                    | Microsoft Windows | Microsoft Windows                                            | Microsoft Windows |
| ----------------------------------------------- | ------------------------------------ | --- | ------------------------------------------------------------ | ----------------- |
| Windows Media Player 2022                       | November, 2022                       | Windows 11 | Windows 10                                                   |                   |
| Windows Media Player 12                         | October 22, 2009                     | Windows 7 Windows 8 Windows 8.1 Windows 10 Windows Server 2008 R2 Windows Server 2012 Windows Server 2012 R2 Windows Server 2016 | i.u.                                                         |                   |
| Windows Media Player 11                         | January 30, 2007                     | Windows Server 2008 Windows Vista                                                                                                | Windows XP Windows XP x64 Edition                            |                   |
| Windows Media Player 10                         | September 2, 2004                    | Windows Server 2003 (SP1+) Windows XP x64 Edition (SP2+) Windows XP Media Center Edition 2005                                    | Windows Server 2003 Windows XP Windows XP x64 Edition        |                   |
| Windows Media Player 9-Serien                   | January 7, 2003                      | Windows XP (SP2+) Windows Server 2003 (RTM)                                                                                      | Windows XP Windows ME Windows 2000 Windows 98 SE             |                   |
| Windows Media Player för Windows XP (version 8) | October 25, 2001                     | Windows XP (RTM & SP1) | i.u.                                                         |                   |
| Windows Media Player 7.1                        | May 16, 2001                         | i.u. | Windows ME Windows 2000 Windows 98 Windows NT 4.0 Windows 95 |                   |
| Windows Media Player 7.0                        | July 17, 2000                        | Windows ME | Windows 2000 Windows 98 Windows NT 4.0 Windows 95            |                   |
| Windows Media Player 6.4                        | April 29, 1999                       | Windows 2000 Windows ME Windows XP                                                                                               | Windows 98 Windows NT 4.0 Windows 95                         |                   |
| Windows Media Player 6.1                        | September 29, 1997                   | Windows 98 SE | Windows 98 Windows NT 4.0 Windows 95                         |                   |
| Microsoft Media Player 5.1                      | 2001                                 | Windows XP | i.u.                                                         |                   |
| Media Player 5.0                                | 1999                                 | Windows 2000 | i.u.                                                         |                   |
| Media Player 4.9                                | 2000                                 | Windows ME | i.u.                                                         |                   |
| Media Player 4.1                                | 1998                                 | Windows 98 Windows 98 SE | i.u.                                                         |                   |
| Media Player 4.0                                | 1995                                 | Windows 95 Windows NT 4.0 | i.u.                                                         |                   |
| Media Player 3.51                               | 1995                                 | Windows NT 3.51 | i.u.                                                         |                   |
| Media Player 3.5                                | 1994                                 | Windows NT 3.5 | i.u.                                                         |                   |
| Media Player 3.15                               | 1992                                 | i.u. | Windows 3.1 with Video for Windows                           |                   |
| Media Player 3.1                                | 1992                                 | Windows 3.1 Windows NT 3.1 | i.u.                                                         |                   |
| Media Player 3.0                                | 1991                                 | i.u. | Windows 3.0 with Multimedia Extension                        |                   |
| Windows Mobile                                  |                                      | |                                                              |                   |
| Windows Media Player 10.3 Mobile                | February 12, 2007 (Windows Mobile 6) | Windows Mobile 6.1 Windows Mobile 6                                                                                              | Windows Mobile 5.0                                           |                   |
| Windows Media Player 10.2 Mobile                | i.u.                                 | Windows Mobile 5.0 | i.u.                                                         |                   |
| Windows Media Player 10.1 Mobile                | May 10, 2005                         | Windows Mobile 5.0 | i.u.                                                         |                   |
| Windows Media Player 10 Mobile                  | October 12, 2004                     | Windows Mobile 2003 SE | i.u.                                                         |                   |
| Windows Media Player 9.0.1                      | March 24, 2004                       | Windows Mobile 2003 SE | i.u.                                                         |                   |
| Windows Media Player 9 Series                   | June 23, 2003                        | Windows Mobile 2003 | i.u.                                                         |                   |
| Windows Media Player 8.5                        | October 11, 2002                     | Pocket PC 2002 | i.u.                                                         |                   |
| Windows Media Player 8.01                       | July 2002                            | Pocket PC 2002 | i.u.                                                         |                   |
| Windows Media Player 8                          | October 4, 2001 (Pocket PC)          | Pocket PC 2002 Smartphone 2002                                                                                                   | i.u.                                                         |                   |
| Windows Media Player 7.1                        | May 21, 2001                         | Pocket PC 2000 | i.u.                                                         |                   |
| Windows Media Player 7                          | December 12, 2000                    | Pocket PC 2000 | i.u.                                                         |                   |
| Windows Media Player 1.2                        | September 7, 2000                    | Handheld PC 2000 | i.u.                                                         |                   |
| Windows Media Player 1.1                        | i.u.                                 | Palm-size PC CE 2.11 | i.u.                                                         |                   |
| Windows Media Player                            | April 19, 2000                       | Pocket PC 2000 | i.u.                                                         |                   |
| Mac OS Classic                                  |                                      | |                                                              |                   |
| Windows Media Player 9 Series                   | November 7, 2003                     | i.u. | Mac OS                                                       |                   |
| Windows Media Player 7                          | July 24, 2001                        | Mac OS 9 | Mac OS 8                                                     |                   |
| Windows Media Player 6.3                        | July 17, 2000                        | Mac OS 8 | Mac OS 7                                                     |                   |
| Solaris                                         |                                      | |                                                              |                   |
| Windows Media Player 6.3                        | July 17, 2000                        | i.u. | Solaris                                                      |                   |